# Бедфорд (Вајоминг)
Бедфорд (енгл. Bedford) насељено је место без административног статуса у америчкој савезној држави Вајоминг.

## Демографија
По попису из 2010. године број становника је 201, што је 32 (18,9%) становника више него 2000. године.
| Група             | 2000.       | 2010.       |
| Белци             | 163 (96,4%) | 189 (94,0%) |
| Афроамериканци    | 0 (0,0%)    | 0 (0,0%)    |
| Азијати           | 0 (0,0%)    | 1 (0,5%)    |
| Хиспаноамериканци | 2 (1,2%)    | 7 (3,5%)    |
| Укупно            | 169         | 201         |